# Leurkaart
De machtiging om in België een ambulante handelsactiviteit uit te oefenen wordt toegekend onder de vorm van een leurkaart. 
De leurkaart kan worden aangevraagd bij het dichtstbijzijnde ondernemingsloket en wordt afgeleverd door de Federale Overheidsdienst Economie, K.M.O., Middenstand en Energie.
Er bestonden twee soorten leurkaarten:
1. de hoofdleurkaart (blauwe kaart), bestemd voor de gerechtelijke eigenaar die een ambulante activiteit uitoefent
2. de hulpleurkaart (roze kaart), bestemd voor de echtgenoot of echtgenote, zoon, dochter, werknemer, van de houders van een blauwe kaart, die voor eigen rekening een ambulante activiteit uitoefenen, bijstaan of vervangen.

De aanvraag van een leurkaart wordt geregeld door het Koninklijk Besluit van 24 september 2006 (zoals verschenen in het Belgisch Staatsblad van 29 september 2006).
Sinds 1 april 2013 worden er geen papieren machtigingen meer uitgereikt.
De beveiligde kaart kwam er op vraag van de gemeentelijke verantwoordelijken en de beroepsorganisaties. Hij heeft het uiterlijk van een identiteitskaart. De kaart bevat dezelfde gegevens als de papieren machtiging, met een QR-code (Quick Response-code). Die code geeft onmiddellijke toegang tot de gegevens van de onderneming in de KBO, via public search.